# Medetera apicipes
Medetera apicipes är en tvåvingeart som beskrevs av Meijere 1916. Medetera apicipes ingår i släktet Medetera och familjen styltflugor. Inga underarter finns listade i Catalogue of Life.